# 毒蜂級快速巡邏艇
毒蜂級快速巡邏艇（romanized: Dvora, 直译 'Dəḇôrā'）是以色列航太工業塔馬拉工廠以蜜蜂級巡邏艇設計改良的巡邏艇，中華民國採購其原型自行修改為海鷗級飛彈快艇，目前為以色列海軍海岸防衛與反滲透任務的主力艦種，其設計另外銷至國外，並依照各國需求調整。

## 簡介

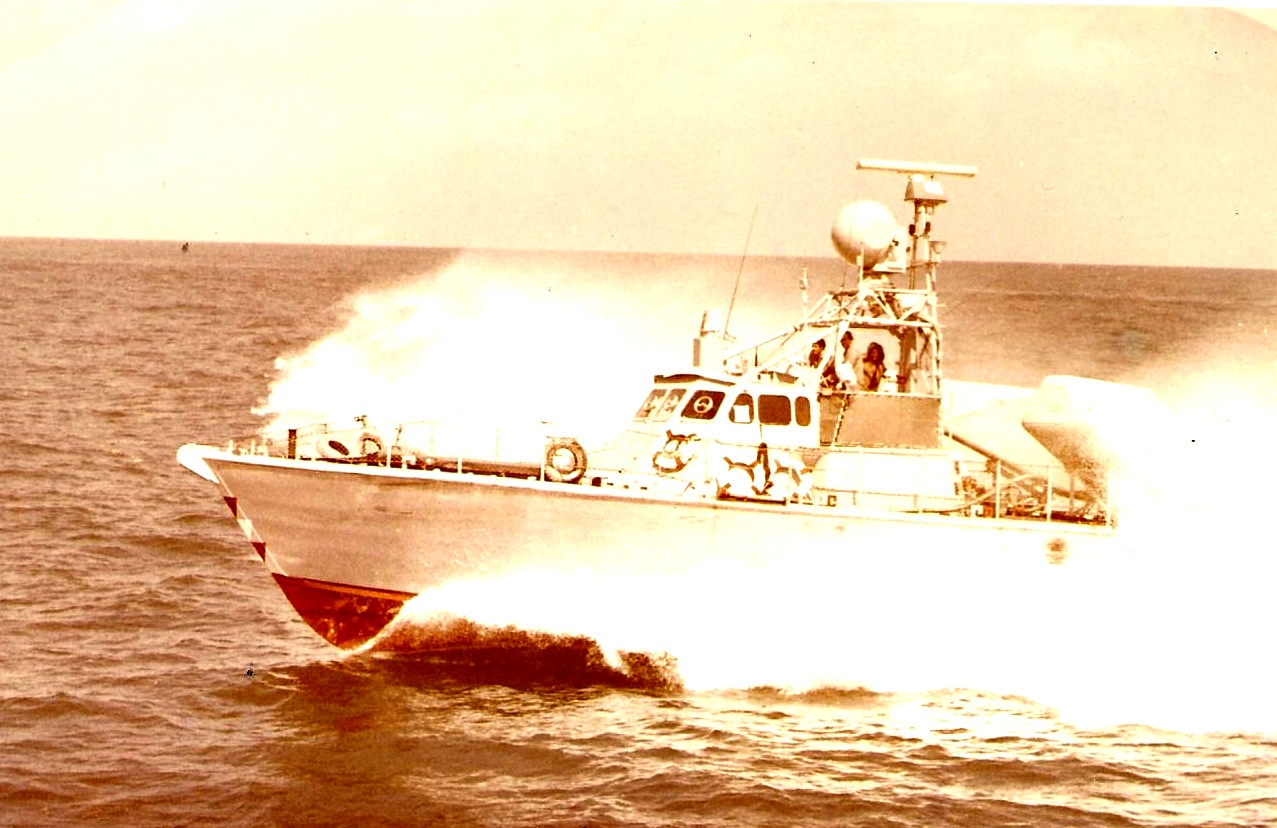
毒蜂級飛彈快艇原型測試照，此版本未被以色列軍方採購，而轉售給中華民國

1970年代後，因以色列與中東國家的戰爭局勢，阿拉伯國家持續不斷對以色列使用海上滲透與恐怖攻擊。為了防禦海岸線安全，以色列海軍雖然有編制數量龐大的巡邏艇艦隊，但並不滿意它們的性能。以色列航太評估軍方需求後，在1977年提出毒蜂級巡邏艇的方案，毒蜂級以蜜蜂級的設計放大，使船隻可以搭載輸出更大的16汽缸柴油引擎，以及更大尺寸的油箱改善續航力。同時，以色列航太還改良了船隻桅杆，使船上可裝設射控雷達及天使飛彈，使原先的巡邏艇改良成飛彈快艇。
雖然以色列海軍需要性能更好的巡邏艇，但是它們對巡邏艇飛彈武裝化的構想並不支持，因此以色列航太打造的原型艇未被軍方採納購置，兩艘原型艇後來都在1970年代末期轉售給中華民國海軍，成為海鷗級飛彈快艇的技術基礎。
至於以色列海軍，則遲至1988年採購了2艘毒蜂級，開始汰換使用近20年的蜜蜂級巡邏艇。在1990年代又增購了8艘，總採購數量為10艘。
以色列使用的毒蜂級船隻長度增加了1.8公尺，使船隻配備人員增加1名，並換用輸出功率更強的柴油引擎，極速暴增至37節。武裝仍維持2挺人力操作的20公厘機炮與2挺12.7公厘機槍佈局，但加裝光電偵蒐儀改善艦艇搜索性能。

## 服役與外銷
毒蜂級的原型艇在轉售中華民國海軍後，1984年外銷4艘給斯里蘭卡海軍，加上以色列在1980年代末至1990年代初採購的10艘，共生產了16艘毒蜂級。斯里蘭卡的毒蜂級是由以色列航太技術支援在可倫坡造船廠製造，斯里蘭卡並以此艦艇的設計資料基礎改良製造出可倫坡級快速巡邏艇，並成為斯里蘭卡海軍與海警部隊反恐任務的主力艦艇。
印度海軍在1996年採購了放大尺寸的超級毒蜂Mk.I，並在果阿造船廠製造，該級艦大部分系統沿襲毒蜂級，但換用Elbit Elop MSIS整合式光電偵測系統改善射擊穩定度。